# يوليوس بيكر (معلم موسيقى)
يوليوس بيكر (بالإنجليزية: Julius Baker)‏ هو معلم موسيقى أمريكي، ولد في 23 سبتمبر 1915 في كليفلاند في الولايات المتحدة، وتوفي في 6 أغسطس 2003 في دانبري في الولايات المتحدة.

## وصلات خارجية
- الموقع الرسمي
- يوليوس بيكر على موقع IMDb (الإنجليزية)
- يوليوس بيكر على موقع ميوزك برينز (الإنجليزية)
- يوليوس بيكر على موقع أول ميوزيك (الإنجليزية)
- يوليوس بيكر على موقع ديسكوغز (الإنجليزية)